# 하멜른

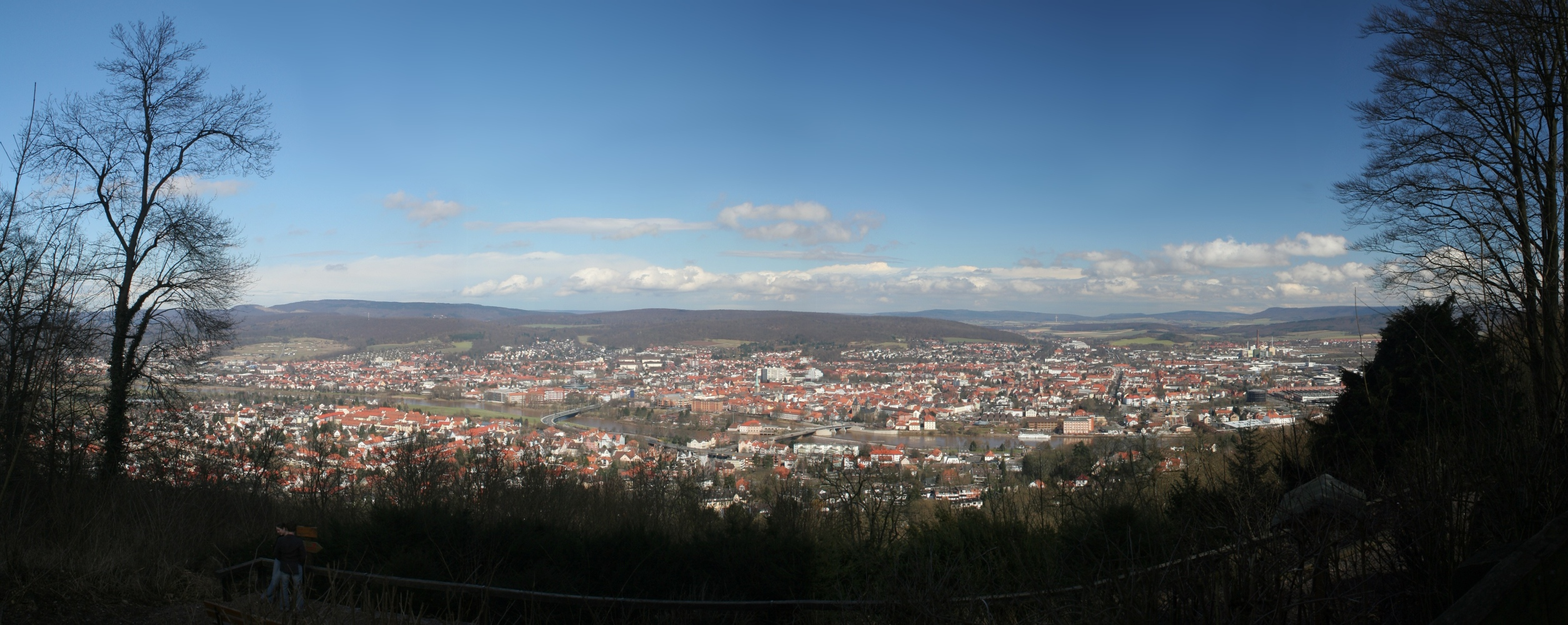

하멜른(독일어: Hameln)은 독일 니더작센주의 도시이다. 베저강에 면해 있다. 인구는 2006년 기준으로 58,696명이다.
고대에 하멜른은 색슨 족의 주거지였으며, 750년경에는 크리스트 교가 전파되어 오면서 포교의 전초기지가 되었다. 851년경에는 수도원이 세워졌으며, 이 수도원을 중심으로 시가지가 형성되었다. 12세기에는 도시로서의 권리가 인정되었다. 전설 하멜른의 피리 부는 사나이의 배경이 된 도시로도 유명하다.

## 인구
| 연도 | 거주자 수 |
| ---- | --------- |
| 1689 | 2,398     |
| 1825 | 5,326     |
| 1905 | 21,385    |
| 1939 | 32,000    |
| 1968 | 48,787    |
| 2005 | 58,872    |
| 2018 | 72,655    |

## 자매 도시
- 독일 크베들린부르크
- 영국 Torbay
- 프랑스 생모르데포세
- 폴란드 Kalwaria Zebrzydowska